# Тиунцы (Брестская область)
Тиу́нцы (бел. Цівунцы) — деревня в Барановичском районе Брестской области Белоруссии. Входит в состав Жемчужненского сельсовета. Население — 7 человек (2023).

## Этимология
В основе названия устаревший термин тиун. В Древней Руси тиунами называли хозяйственных управителей князя или боярина.

## География
Расположена в 17,5 км (24 км по автодорогам) к западу от центра Барановичей, на расстоянии 9 км (11 км по автодорогам) к юго-западу от центра сельсовета, агрогородка Жемчужный, на левом берегу речки Жеребиловки. На противоположном берегу находится деревня Сосновая.

## История
По переписи 1897 года — деревня в составе Новомышской волости Новогрудского уезда Минской губернии, 10 дворов. В 1909 году в деревне 23 двора.
После Рижского мирного договора 1921 года — в составе Новомышской гмины Барановичского повета Новогрудского воеводства Польши, 15 домов.
С 1939 года — в составе БССР, в 1940–57 годах — в Новомышском районе Барановичской, с 1954 года Брестской области. Затем — в Барановичском районе. С конца июня 1941 года до июля 1944 года оккупирована немецко-фашистскими войсками.
18 марта 1985 года деревня передана из Полонковского сельсовета во вновь образованный Жемчужненский.

## Население
По состоянию на 1 января 2023 года в деревне проживало 7 человек в 7 хозяйствах, в том числе 0 моложе трудоспособного возраста, 5 — в трудоспособном возрасте и 2 — старше трудоспособного возраста. 
| Численность населения (по переписи) | Численность населения (по переписи) | Численность населения (по переписи) | Численность населения (по переписи) | Численность населения (по переписи) | Численность населения (по переписи) | Численность населения (по переписи) | Численность населения (по переписи) |
| 1897                                | 1909                                | 1921                                | 1939                                | 1959                                | 1999                                | 2009                                | 2019                                |
| ----------------------------------- | ----------------------------------- | ----------------------------------- | ----------------------------------- | ----------------------------------- | ----------------------------------- | ----------------------------------- | ----------------------------------- |
| 131                                 | ↗133                                | ↘81                                 | ↗292                                | ↘114                                | ↘27                                 | ↘18                                 | ↘10                                 |